# Шарашидзе, Давид Георгиевич
Давид Георгиевич Шарашидзе (груз. დავით გიორგის ძე შარაშიძე, 1886, Бахви, Кавказская администрация — 5 ноября 1935) — грузинский политик, член Учредительного собрания Грузии.

## Биография

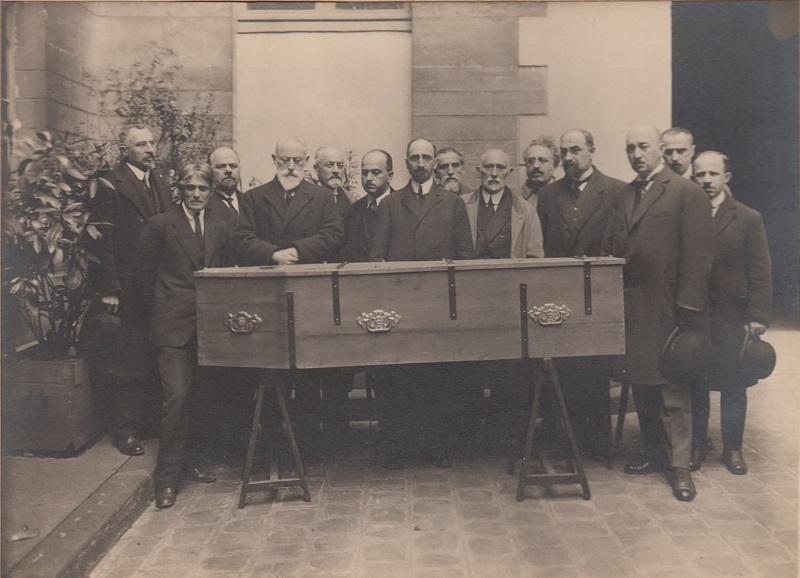
1926. Похороны Н. Чхеидзе, Шарашидзе 6-й слева

Родился в семье учителей Гиго Шарашидзе и Нино Кикодзе. Грузин.
Младшая сестра — Кристина Шарашидзе
После домашней подготовки поступил в школу в селе Бахви, затем продолжил обучение в Кутаисском реальном училище и Одесском реальном училище.
С 1904 года был членом Российской социал-демократической рабочей партии, примыкал к большевистской фракции; публиковался под псевдонимом д. Ш-дзис.
Активный участник революционных событий 1905 года. Был арестован, после освобождения из тюрьмы вынужден эмигрировать, жил в Женеве, Швейцария. Окончил Женевский университет.
После окончания учёбы вернулся на родину, дважды был арестован — в 1907 и 1912 годах. Преследуемый, он снова уехал за границу, где жил до 1917 года.
Вернулся на родину после февральской революции 1917 года.
Сотрудничал в редакции центрального русскоязычного органа грузинской социал-демократической рабочей партии «Борьба».
Весной 1918 года сражался как обычный солдат в Гурии против наступавших османских войск.
В 1918 году избран членом парламента Демократической республики Грузия.
Принимал активное участие в пропаганде вопроса о независимости Грузии перед международным сообществом.
12 марта 1919 года избран членом Учредительного собрания Грузии по списку Социал-демократической партии Грузии, был членом комитета по бюджету, финансам и искусству.
После советизации Грузии в 1921 году остался в Грузии и присоединился к движению сопротивления. Был арестован в 1921 году, несколько месяцев провёл в тюрьме. После освобождения, в сентябре 1921 года, уехал за границу.
Жил в Стамбуле, возглавлял информационный отдел Межпартийного комитета, курируя передачу информации подпольным организациям, действующим в Грузии, правительству Грузии в эмиграции и Бюро социал-демократической партии Грузии.
Был активно связан с иммигрантской прессой.
В 1925 году переехал в Париж, где продолжил свою политическую и публицистическую деятельность, был членом редакционных коллегий социал-демократических изданий.
Умер после непродолжительной болезни 5 ноября 1935 года.
Похоронен 9 ноября на Левильском кладбище.